# Гімн Сальвадору
Державний гімн Сальвадору (ісп. Himno Nacional de El Salvador) був написаний в 1877 році Хуаном Аберле на вірш Хуана Хосе Каньяса, написаний 1856 року. У 1953 році отримав остаточне визнання як гімн країни.

## Історія
Перший гімн Сальвадора був написаний в 1866 році за замовленням президента Франсіско Дуеньяса диригентом національного військового оркестру Рафаелем Ороско на слова Томаса Муньоса, був офіційно затверджений і вперше офіційно прозвучав 24 січня 1867 року. Проте після повалення Дуеньяса у 1871 році він перестав виконуватися.
У 1877 році президент Рафаель Сальдівар доручив створення нового гімну Хуану Аберле. Аберле використовував раніше написаний вірш Хуана Хосе Каньяса; гімн Аберле і Каньяса був вперше офіційно виконаний 15 вересня 1879 року; двома днями пізніше був опублікований указ про його затвердження.
Третій гімн Сальвадора був створений за вказівкою президента Карлоса Есети в 1891 році, вперше виконано 2 травня і офіційно затверджений 3 червня; його автором став Чезаре Джорджі Велес. Однак після державного перевороту 1894 року, коли режим президента Есета був повалений, цей гімн виконуватися перестав, і країна повернулася до гімну Аберле і Каньяса. У 1902 році за вказівкою президента Томаса Регаладо авторам гімну була урочисто вручена золота медаль на знак визнання їх заслуг.
Незважаючи на це, формально в Сальвадорі залишався чинним гімн 1891 року. Тому в 1953 році Законодавча асамблея Сальвадору знову затвердила гімн 1879 року як чинний гімн держави.

## Іспанський текст гімну
Приспів:
Saludemos la patria orgullosos: Hijos De suyos podernos llamar;
Y juremos la vida animosos,
Sin descanso a su bien consagrar.
Перший куплет:
De la paz en la dicha suprema,
Siempre noble soñó El Salvador;
Fue obtenerla su eterno problema,
Conservarla es su gloria mayor.
Y con fe inquebrantable el camino: Del progreso se afana en seguir: Por llenar su grandioso destino,
Conquistarse un feliz porvenir.
Le protege una férrea barrera: Contra el choque de ruin deslealtad,
Desde el día que en su alta bandera: Con su sangre escribió: ¡LIBERTAD!
Приспів.
Другий куплет:
Libertad es su dogma, es su guía: Que mil veces logró defender;
Y otras tantas, de audaz tiranía: Rechazar el odioso poder.
Dolorosa y sangrienta es su historia,
Pero excelsa y brillante a la vez;
Manantial de legítima gloria,
Gran lección de espartana altivez.
No desmaya en su innata bravura,
En cada hombre hay un héroe inmortal: Que sabrá mantenerse a la altura: De su antiguo valor proverbial.
Приспів.
Третій куплет:
Todos son abnegados, y fieles: Al prestigio del bélico запал: Con que siempre segaron laureles: De la patria salvando el honor.
Respetar los derechos extraños: Y apoyarse en la recta razón: Es para ella, sin torpes amaños: Su invariable, más firme ambición.
Y en seguir esta línea se aferra: Dedicando su esfuerzo tenaz,
En hacer cruda guerra a la guerra:
Su ventura se encuentra en la paz.